# Emilio Arroyo López
Emilio Arroyo López (Jaén, 21 de septiembre de 1947) es un político español.

## Biografía
Nació en la ciudad de Jaén en el año 1947. Desde muy joven se sintió atraído por la política. Tras la llegada de la transición se afilió al Partido Socialista Obrero Español (PSOE), encabezando la lista socialista al Ayuntamiento de Jaén. Aunque no ganó las elecciones —estas fueron ganadas por Luis Miguel Payá de UCD— gracias al apoyo del Partido Comunista de España (PCE) con Manuel Anguita a la cabeza y del Partido Socialista de Andalucía  (PSA) con Pilar Palazón, fue investido alcalde de Jaén. En el año 1983 gana las elecciones, esta vez por mayoría absoluta. Es alcalde hasta 1986 cuando deja la alcaldía en manos de José María de la Torre Colmenero para marcharse al Senado, donde permanece hasta 1989, cuando deja la política. Fue profesor de geografía en la Universidad de Jaén y ha escrito diversas publicaciones relacionadas con la ordenación del territorio, demografía y geoeconomía de Jaén.